# Märkischer Fußball-Bund
Der Märkische Fußball-Bund (MFB) ist ein ehemaliger Fußballverband aus Berlin. Er wurde am 24. August 1901 als Freie Berliner Fußballvereinigung gegründet und existierte bis 1911. Kurzzeitig firmierte der Verband unter Berliner Fußball-Vereinigung, bevor er 1902 seinen endgültigen Namen erhielt. Im Jahr 1911 schloss sich der MFB mit zwei weiteren Berliner Verbänden, dem Verband Berliner Ballspielvereine und dem Verband Berliner Athletik-Vereine, zum Verband Brandenburgischer Ballspielvereine zusammen.

## Geschichte

### 1901–1902: Gründung und erste Saison
Am 11. Juli 1901 erschien in einer zeitgenössischen Sportzeitung der Aufruf für die Dauer einer Saison eine Vereinigung zu bilden, Initiator war der Berliner Richard Schröder. Die erste Sitzung fand am 17. August 1901 statt und die Gründung wurde am 24. August 1901 vollzogen, „um für die keinem Verbande angehörenden Vereine geordnete Spiele zu schaffen. Man entschloss sich zum Zusammenschluss einer losen Vereinigung für diese Saison, die keine anderen Prinzipien verfolgt, als die Leitung und Veranstaltung von Wettspielen in Meisterschaftsrunden. Es soll die Freie Vereinigung kein Konkurrenzunternehmen sein, sondern nur ein ergänzendes Glied in der Berliner Fußballbewegung bilden.“ Fünf Clubs schlossen sich noch am gleichen Tage der Vereinigung an. Anlässlich des 10-jährigen Bestehens wurde von der Gründung der Vereinigung bereits Anfang August 1901 gesprochen, zeitgenössische Sportzeitungen berichteten aber nur über die Versammlung vom 24. August.
Die Freie Berliner Fußballvereinigung war als lokaler Fußballverband für Berlin und die Mark Brandenburg gedacht. Der am 3. September 1901 erste gewählte Vorstand des Verbands bestand aus: Obmann Richard Schröder (Rapide 93), Schriftführer F. Brüning (Germania Moabit), Schatzmeister J. Scharfe (BFC Preussen) sowie den Stellvertretern Ostermann (Minerva 93) und Redlich (Corso 99).
Die Strategie der Vereinigung erwies sich sehr schnell als problematisch, was sich an der Disziplinlosigkeit etlicher Vereine zeigte, die nicht zu den angesetzten Terminen antraten oder ihren Austritt vollzogen. Die ersten Meisterschaften wurden als Diplomspiele in mehreren Serien ausgetragen. Die erste Serie begann im Herbst 1901 mit acht Mannschaften, wovon sich mehrere im Laufe der Runde zurückzogen. Meister wurde Rapide 93 vor dem BFC Norden-West. An der zweiten Serie, die im Sommer 1902 stattfand, beteiligten sich 14 Vereine, darunter zwei Mitglieder des Verbands Berliner Ballspielvereine (VBB) die sich aber auf Druck ihres Verbandes von der Teilnahme zurückzogen. An dieser Serie beteiligten sich auch Vereine aus Cottbus, Forst und Nauen. Ein Novum war die Vergabe von Extrapunkten an die Vereine, die in Cottbus und Nauen antraten und nicht auf Grund der Reisekosten und Zeit auf das Antreten verzichteten. Hier waren nach Abschluss der Einfachrunde zwei Mannschaften punktgleich, Vorwärts 90 gewann das notwendig gewordene Entscheidungsspiel gegen Viktoria Cottbus mit 2:1. Weiterhin wurde auch noch ein Pokalwettbewerb, das sogenannte Mützenturnier veranstaltet.

### 1902–1905: Umbenennung und Wachstum
Bestätigt durch das Interesse der kleineren Vereine blieb die Vereinigung über das vorgesehene erste Jahre hinaus weiter bestehen. 1902 erfolgte die Umbenennung in Berliner Fußball-Vereinigung und bald darauf in Märkischer Fußball-Bund. Für die dritte Serie meldeten sich 12 Mannschaften für die Diplomspiele an. Zusätzlich wurde noch eine Gauliga mit 18 Mannschaften und ein Mützenturnier mit 19 Mannschaften ausgespielt. Der neue Vorstand bestand aus Richard Schröder (Toscana), Seipel (Belle-Alliance), Ballnath (Vorwärts 90), Rämisch (Neuhellas) und Stachel (Westende Hamburg).
Der Märkische Fußball-Bund wuchs langsam und lockte weitere neue Vereine durch Anzeigen wie diese in der Sportpresse an: „Der Märkische Fußball-Bund nimmt noch Fußball-Vereine aus Berlin und näherer und weiterer Umgebung auf. Seine kulanten Bedingungen und das sportliche Bestreben auch jüngere und schwache Vereine zu beschäftigen und zu stärken, machen es jedem (...) Verein möglich, Mitglied zu werden. Der Bund sieht von Geldstrafen ab und richtet sein Augenmerk besonders auf gute sportliche Leistungen.“ Im Herbst 1903 erschien eine weitere Mitteilung, die nicht nur den Meistertitel neu definierte, sondern auch vom gestiegenen Selbstvertrauen des MFB zeugte: „Da der Verband Berliner Ballspiel-Vereine seine Meisterschaft von seinen Vereinen ‚Fußballmeisterschaft von Berlin‘ bezeichnen lässt, erheben wir hiermit Anspruch auf ‚die Fußballmeisterschaft für die Mark Brandenburg‘.“
1904 zählte der MFB bereits 30 Vereine mit rund 900 Mitgliedern. Auf dem am 12. Januar 1904 abgehaltenen Bundestag wurde der Vorstand neu besetzt: Erster Vorsitzender Pollen (Alemannia 90), Zweiter Vorsitzender Poser (Weißensee), Erster Schriftführer Rohde (Norden), Zweiter Schriftführer Winkelmann (Alemannia 90), Kassierer Stock (Alemannia 90), Bundesspielwart Stenzel (Norden) – später durch Bade (BFC 93) ersetzt. Ein Antrag auf Aufnahme in den Deutschen Fußball-Bund (DFB) wurde durch den Einspruch des VBB abgelehnt. Bei den Neuwahlen im Herbst wurden in den vorstand gewählt: Erster Vorsitzender Pollen (Alemannia 90), Zweiter Vorsitzender Lorenz (Norden), Erster Schriftführer Winkelmann (Alemannia 90), Zweiter Schriftführer Sellheim (Libertas), Erster Kassierer Ballnath (Vorwärts 90), Zweiter Kassierer Bothmann (Norden), Bundesspielwarte Poser (Weißensee) und Genzow (Eintracht).
Ab der Saison 1904/05 wurden die Spielklassen neu eingeteilt, die Aufteilung der ersten Klasse nach Gauen aufgehoben. In der ersten und zweiten Klasse spielten jeweils zehn Vereine mit ihren ersten Mannschaften, in der dritten Klasse zehn Reserven. Ungewöhnlich dabei war, das über die Aufsteiger aus der dritten Klasse abgestimmt wurde und nicht der Tabellenplatz entschied. In der gleichen Saison entstanden in Berlin mit dem Fußball- und Athletik-Bund Berlin (FABB), dem Verband Berliner Athletik-Vereine (VBAV) und dem Berliner Ballspiel-Bund (BBB) drei weitere Verbände. Der Zulauf neuer Mitgliedsvereine zum MFB (wie auch zu anderen Verbänden) war trotzdem hoch. In der Spielzeit 1905/06 spielten in der dritten Klasse erstmals auch neu beigetretene Vereine mit ihren ersten Mannschaften gegen die Reserven der 1. Klasse. Im Laufe der Saison musste die fünfte Klasse um eine zusätzliche Staffel erweitert werden, um auch elf neu beigetretenen Vereinen und zwei Reserven Spielmöglichkeit zu bieten.

### 1905–1910: Teilnahme an der deutschen Meisterschaft
Am 12. Juni 1905 wurde die Aufnahme des MFB in den DFB beschlossen. Der Verband Berliner Ballspielvereine sah seine Klassen als die spielstärksten Berlins an, was sicher auch der Fall war. Dennoch entwickelte sich auch das spielerische Niveau im Märkischen Fußball-Bund weiter und so war auch ein Verein des MFB in der Endrunde um die deutsche Meisterschaft 1906 vertreten. Der teilnehmende BFC Norden-Nordwest verlor aber deutlich mit 1:9 gegen den späteren Meister VfB Leipzig.
In der Saison 1906/07 wurde erstmals ein Finale um die Berliner Meisterschaft ausgetragen, in dem sich die Meister der beiden Verbände gegenüberstanden und den Teilnehmer Berlin/Brandenburgs an der Meisterschaftsendrunde ermittelten. Viktoria 89 gewann deutlich mit 5:0 gegen Alemannia 90. Nur ein Jahr später verließ Alemannia (mit einem weiteren Verein) den MFB und schloss sich dem VBB an. Auch 1908 unterlag der MFB-Meister im Finale um die Berliner Meisterschaft gegen Viktoria 89, doch fiel die 3:4-Niederlage des BFC Norden-Nordwest knapp aus. Im Folgejahr weigerte sich der VBB seinen Titelträger gegen den des MFB im Finale um die Berliner Meisterschaft antreten zu lassen, um den Konkurrenzverband nicht zusätzlich aufzuwerten. Der DFB gestattete daraufhin beiden Verbänden die Endrundenteilnahme.
Der märkische Meister war ohnehin erst eine Woche vor dem Beginn der Endrunde um die deutsche Meisterschaft ermittelt worden. Auf Grund von Umwertungen und Wiederholungsspielen musste ein Entscheidungsspiel über die Titelvergabe entscheiden. Nach mehrmaliger Verlängerung und insgesamt drei Stunden Spielzeit setzte sich Tasmania 1900 knapp mit 4:3 gegen den SC des Westens 1897 durch. In der anschließenden Endrunde schied Tasmania in der ersten Runde auf neutralem Platz in Braunschweig gegen den Altonaer FC von 1893 mit 2:4 aus.
In der Saison 1909/10 war neben dem VBB-Meister erneut ein weiterer Berliner Vertreter zur Endrunde der deutschen Meisterschaft zugelassen. Dieser musste durch Entscheidungsspiele zwischen den Meistern des BBB, VBAV und MFB ermittelt werden. Im Finale setzte sich der MFB-Meister Tasmania 1900 mit 4:1 gegen den Berliner SC 1895/96 durch und qualifizierte sich erneut für die Endrundenteilnahme. In der Vorrunde gewann Tasmania klar mit 5:1 gegen die SV Prussia-Samland Königsberg und erreichte durch einen 2:1-Heimsieg im Viertelfinale gegen den VfR 1897 Breslau sogar das Semifinale. In Hamburg hatten die Tasmanen beim 0:6 gegen Holstein Kiel aber keine Chance.

### 1910–1911: Auflösung
In der letzten Saison des MFB, 1910/11, errang Tasmania 1900 seine dritte Meisterschaft in Folge. Wegen Punktgleichheit mit Norden-Nordwest 1898 war erneut ein Entscheidungsspiel zur Ermittlung des Meisters nötig, welches Tasmania deutlich mit 4:1 gewann. Nach einem 4:2-Sieg im Qualifikationsspiel gegen den Meister des VBAV erreichte Tasmania auch zum dritten Mal in Folge die Endrunde um die deutsche Meisterschaft. Im Fürther Ronhof kam aber bereits im Viertelfinale gegen den Karlsruher FV mit 0:4 das Aus.
Auf Antrag des VBB hatte der DFB auf seinem außerordentlichen Bundestag im März 1911 beschlossen, ab Pfingsten des Jahres nur noch einen Fußballverband für Berlin und die Mark Brandenburg anzuerkennen. Unter der Leitung von Gottfried Hinze, dem 1. Vorsitzenden des DFB, schlossen sich am 29. April 1911 die drei Berliner Verbände Verband Berliner Ballspielvereine, Märkischer Fußball-Bund und Verband Berliner Athletik-Vereine zum Verband Brandenburgischer Ballspielvereine (ebenfalls VBB) zusammen. Nach genau zehn Jahren kam somit das Ende des MFB, der in dieser Zeit auf 51 Mitgliedsvereine angewachsen war. Nur der VBB mit 86 aktiven Vereinen war in der 21-jährigen Geschichte, in der in der Reichshauptstadt um verschiedene Meisterschaften gekämpft wurde, größer. Bei der Klasseneinteilung für die folgende Saison kam der MFB relativ schlecht davon. Von den 20 Plätzen in der zweigeteilten ersten Klasse wurden ihm nur drei feste Plätze zugesprochen, während der VBB 13 Vereine stellen konnte. Eine Reihe von Vereinen der ehemaligen Verbände trat dem neuen VBB daher nicht bei.

## Meister des Märkischen Fußball-Bundes

### Diplomspiele 1901–1902 und Gauliga 1903–1911
|  | Verein                           | Titel | Jahr             |
|  | -------------------------------- | ----- | ---------------- |
|  | BFC des Nordens, Norden-Nordwest | 3     | 1903, 1906, 1908 |
|  | FC Tasmania Rixdorf              | 3     | 1909, 1910, 1911 |
|  | BFC Vorwärts 1890                | 2     | 1902, 1903       |
|  | BTuFC Alemannia 1890             | 2     | 1905, 1907       |
|  | BTuFC Rapide 1893                | 1     | 1902             |
|  | Weißenseer FC                    | 1     | 1904             |

## Pokalsieger des Märkischen Fußball-Bundes

### Mützenturnier 1902–1903
|  | Verein          | Titel | Jahr |
|  | --------------- | ----- | ---- |
|  | BFC Hertha 1892 | 1     | 1902 |
|  | BFC Ascania     | 1     | 1903 |